# مقاطعة سانت كلير (ميشيغان)
مقاطعة سانت كلير هي مقاطعة في ميشيغان، بلغ عدد سكانها 163٬040  نسمة، في 2010، عاصمتها بورت هورون، تبلغ مساحتها 2٬167 كيلومتر مربع.

## الموقع
تشترك في الحدود مع:
- مقاطعة سانيلاك (ميشيغان)
- مقاطعة ماكومب
- مقاطعة لابير (ميشيغان).

## التقسيمات الإدارية
- بورت هورون.

## أعلام
- أندرو ماك